# Fondazione Poliambulanza
La Fondazione Poliambulanza è un ospedale privato no profit di Brescia fondato nel 1903.

## Storia
L'ente fu fondato nel 1903 da dodici medici bresciani come poliambulatorio per la cura degli indigenti, in un modesto edificio ubicato alla fine di via San Rocco. L'attività riscosse particolare successo e si resero necessari ulteriori spazi, cosicché fu trasferita in una nuova sede, inaugurata nel giugno del 1910, sita in via Calatafimi. Nel 1940, alla gestione comunale subentrò quella delle ancelle della carità.
Nel 1991 fu realizzato un progetto per il trasferimento dell'ente in un complesso ospedaliero più ampio, sito in via Bissolati. Nel 1997 venne inaugurata la nuova sede e nel 2002 il Parco didattico, col fine di fornire una formazione specialistica agli operatori sanitari.
Dal 1 ottobre 2005, con l'istituzione della fondazione, la gestione della struttura vide affiancarsi alle suore ancelle la diocesi di Brescia, l'Università Cattolica del Sacro Cuore e la congregazione dei poveri servi della Divina Provvidenza.
Nel corso degli ultimi mesi del 2009 acquistò l'ospedale Sant'Orsola, posseduto per oltre un secolo dall'ordine ospedaliero di San Giovanni di Dio Fatebenefratelli. La sede del Sant'Orsola operò sino al 1º agosto 2012, data in cui cessò l'attività in concomitanza con l'avvenuto trasferimento di tutti i reparti presso la sede unica di via Bissolati.
Dal 2013 è servito dalla stazione omonima della metropolitana di Brescia.

## Struttura
| Dipartimenti                                | Unità operative |
| ------------------------------------------- | --- |
| Area Cardiovascolare                        | - Cardiochirurgia; - Cardiologia; - Chirurgia Vascolare.                                                                                  |
| Area Critica                                | - Anestesia e Terapia Intensiva; - Dipartimento Emergenza-Urgenza.                                                                        |
| Area Salute della Donna e Materno-infantile | - Ostetricia e Ginecologia; - Pediatria; - Terapia Intensiva Neonatale.                                                                   |
| Area Scienze Chirurgiche                    | - Chirurgia Generale; - Neurochirurgia; - Neurologia; - Oculistica; - Ortopedia e Traumatologia; - Otorinolaringoiatria; - Urologia.      |
| Area Scienze Mediche                        | - Gastroenterologia ed Endoscopia Digestiva; - Geriatria; - Medicina; - Medicina Nucleare; - Oncologia; - Radioterapia; - Riabilitazione. |
| Area Servizi                                | - Anatomia Patologica; - Laboratorio Analisi; - Radiologia.                                                                               |